# Dulova Ves
Dulova Ves és un poble i municipi d'Eslovàquia. Es troba a la regió de Prešov, al nord del país. La primera referència escrita de la vila data del 1417.

## Demografia
| Godina             | 1994 | 2004    | 2014    | 2024     |
| ------------------ | ---- | ------- | ------- | -------- |
| Nombre de persones | 532  | 612     | 870     | 1870     |
| Diferència         |      | +15,03% | +42,15% | +114,94% |

| Godina             | 2023 | 2024   |
| ------------------ | ---- | ------ |
| Nombre de persones | 1833 | 1870   |
| Diferència         |      | +2,01% |